# Psoralea esculenta
Psoralea esculenta, поширена назва — ріпа прерій або тимпсула, це трав'яниста багаторічна рослина, що походить з прерій і сухих лісових масивів центральної Північної Америки. Має крохмалистий бульбоподібний корінь, їстівний. Рослина також відома як Pediomelum esculentum. Ріпа прерій була основною їжею рівнинних індіанців.
Споріднений вид, Psoralea hypogaea, або маленький хлібний корінь, також їстівний, хоча рослина і корінь менші. Ще один споріднений вид, Psoralea argophylla, використовували для їжі лише у часи голоду. 

## Опис
Ріпа прерій має ареал на Великих рівнинах від півдня від Манітоби до Техасу та від заходу Вісконсіна до Монтани. Найкраще росте на сонці на добре дренованому кам'янистому або піщаному ґрунті. Чисельність рослини в наші часи відносно низька порівняно з попередньою чисельністю, причиною чого вважають те, що більшість прерій було перетворено на сільськогосподарські угіддя або пасовища.
Ріпа прерій — багаторічна рослина, живе від 3 до більше 6 років. Навесні кілька густоволосистих стебел виходять із землі і сягають 30 см (12 дюйм) , несуть пальчасто складні листки,. На початку літа рослина дає рясні блакитні або фіолетові квіти, зібрані в суцвіття. Збір бульб відбувається під час цвітіння, оскільки квітки і квітконоси зникають незабаром після цвітіння, що ускладнює локалізацію рослини. Рослина має один або декілька міцних коричневих коренів, які утворюють округлі, веретеноподібні бульби приблизно від 7 до 10 см (4 дюйм).

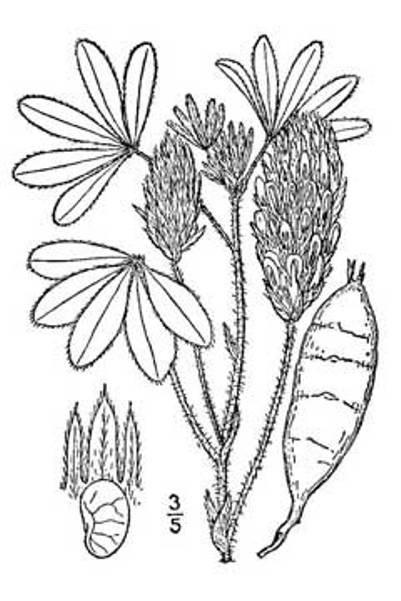
Листя, квіти, бульби і насіння ріпи прерій.

Назва рослини Лакота — Тімпсула. Вважається, що ім'я Топеки, столиці Канзасу, означає «хороше місце для копання ріпи прерій» на кансі та інших мовах південної сіуаньї.

## Збір
Урожайна в сприятливих умовах, смачна і поживна, ріпа прерій колись була основним дикорослим харчуванням рівнинних індіанців, особливо кочівників, і ранньоєвропейських дослідників. ЇЇ збирали з травня по липень, коли квітучі квітконоси були легко помітні. Індіанці, як правило, жінки, збирали корінь загостреною, загартованою вогнем палицею. Бульби мають тверду, темну шкірку і очищаються перед їжею. Частину бульб з'їдали відразу після збору, сирими, або вареними, але більшість сушили для подальшого використання. Їх нарізали соломкою, обсушували на сонці, вішали на сонці для просушування і мололи в борошно.
Ріпа прерій була також надійною їжею у часи голоду. Зафіксовано ряд прикладів того, як індіанці та білі люди живились цим коренеплодом протягом тривалого періоду, коли не можна було отримати іншу їжу. Ріпа прерій більш поживна, ніж більшість коренеплодів, містить близько 7 відсотків білка, понад 50 відсотків вуглеводів, багата вітамінами та мікроелементами. Особливо важливим є вміст вітаміну С — 17,1 міліграма на 100 грам, оскільки зимова збагачена м'ясом дієта рівнинних індіанців часто містить мало вітаміну С.
Ріпі прерій потрібно 2 — 4 роки, щоб вирости від насіння до зрілого кореня. Тривалий період, необхідний для дозрівання, ймовірно, обмежував успіх будь-яких зусиль, які індіанці докладали для вирощування рослини.

## Використання в їжу
Смак ріпи прерій описували по-різному: як «делікатес», «можна їсти» або «несмачний». Використання корінними американцями її як їжі описується так: "вони їдять корінь невареним, або вони варять його, або обсмажують у вугіллі, або сушать його, і подрібнюють до порошку і готують з нього суп. Великі кількості зберігаються в мішках зі шкіри буйволів для зимового використання. Пудинг з борошна цієї рослини та ягід маскаскатоміна (саскатун) — дуже смачна улюблена страва. "
Борошно з ріпи прерій часто використовується як «секретний інгредієнт» у сучасних індійських рецептах фритюру.

## Уточнення
1. ↑  This paper describes the nature and role of Psoralea esculenta and Psoralea argophylla as wild plant foods among the Indians of the northern plains during the fur trade period. From this analysis, it is apparent that P. argophylla was exploited for food mainly in times of necessity. P. esculenta, in contrast, was widely and regularly used, and formed a valuable food resource of high nutritional quality. When dried or converted into flour, P. esculenta functioned as a vegetable food resource among the equestrian hunters of the northern plains in a manner akin to, but on a smaller scale than, wild rice or maize among the Indians of the more humid, wooded environments of the east. Finally, the paper suggests that it was in the plains environment, rather than in the prairie, that the Psoralea resource played its most significant role in meeting the vegetable needs of grassland Indians in both prehistoric and historic time.[1]